# Prix Orteig
 (décembre 2012).
Si vous disposez d'ouvrages ou d'articles de référence ou si vous connaissez des sites web de qualité traitant du thème abordé ici, merci de compléter l'article en donnant les références utiles à sa vérifiabilité et en les liant à la section « Notes et références ».

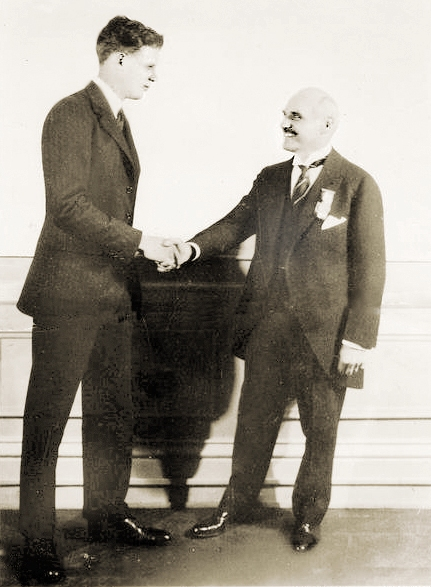
Charles Lindbergh et Raymond Orteig

Le prix Orteig était un prix de 25 000 USD (soit 422 427 USD pour l'année 2022), offert le 19 mai 1919 par le propriétaire d'hôtels Raymond Orteig, au premier aviateur allié qui réaliserait un vol sans escale entre New York et Paris, dans un sens ou l'autre. Initialement valable pour une durée de 5 ans, l'offre est renouvelée pour cinq années supplémentaires en 1924.
Plusieurs aviateurs de l'époque ont tenté la traversée à partir de 1926 sans succès, comme René Fonck ou Nungesser et Coli, disparus à bord de l'Oiseau blanc le 8 mai 1927.
Ce n'est que les 20 et 21 mai 1927, huit ans après la création du prix, que Charles Lindbergh parvient à effectuer le premier vol New York-Paris à bord du Spirit of Saint-Louis. Bien que les conditions d'attribution du prix ne l'exigeaient pas, Lindbergh réussit en outre ce tour de force en solitaire, ce qui l'a obligé à rester aux commandes de son avion pendant 33 h 30 min, sans interruption. Lindbergh reçoit le prix des mains de Raymond Orteig le 16 juin 1927 à New York.
Le 2 septembre 1930, la première traversée dans le sens Paris-New York est effectuée par les Français Costes et Bellonte.
Le prix Orteig a inspiré l'Ansari X Prize pour les vols spatiaux.